# Château de la Grenottière
Le Château de la Grenottière est un château français situé à La Chapelle-Anthenaise, dans le département de la Mayenne et la région des Pays de la Loire. 

## Histoire
L'Abbé Angot indique une maison de maître et une ferme sur ce lieu-dit.

## Sources et bibliographie
- « Château de la Grenottière », dans Alphonse-Victor Angot et Ferdinand Gaugain, Dictionnaire historique, topographique et biographique de la Mayenne, Laval, A. Goupil, 1900-1910 [détail des éditions] (BNF 34106789, présentation en ligne)